# Norlândia
Norlândia, mais conhecida em português pelo nome original Norrland ( OUÇA A PRONÚNCIA), é a maior das três grandes regiões históricas (landsdelar) em que se divide a Suécia  - a Norrland, a Svealand e a Götaland.
Abrange cerca de 58% da área do país e fica ao norte da Suécia, fazendo divisa ao sul com a Svealand, a noroeste com a Noruega e a nordeste com a Finlândia. 
Segundo censo de 2022, havia 1 188 505 habitantes. A província abriga duas minorias étnicas - os Lapões (Samer) e os Fino-suecos do Vale de Torne (Tornedalingar). 
Se subdivide em nove províncias: Ångermanland, Gästrikland, Hälsingland, Härjedalen, Jämtland. Lapônia, Medelpad, Norrbotten e Västerbotten.
Não tem função administrativa ou política, mas aparece na elaboração de estatísticas e boletins metereólogos da televisão e rádio.

## Etimologia e uso
O nome geográfico Norrland deriva das palavras nórdicas norr (Norte) e land (terras, no plural), significando literalmente  "Terras do Norte".                                                                                                                          A região está mencionada como Norrelanden em 1435 numa carta do rei Carlos VIII (Karl Knutsson) e como Norland, por volta de 1450.                                                                                                                                               Inicialmente, o termo Norrland designava o norte da Suécia e da Finlândia.                                                                                                   

Em textos em português costuma ser usada a forma original Norrland, e mais raramente o aportuguesamento Norlândia. 

## Maiores cidades
As maiores cidades da Norrland são Umeå, Gävle e Sundsvall.

| Nr | Nome         | Província histórica |
| -- | ------------ | ------------------- |
| 1  | Umeå         | Västerbotten        |
| 2  | Gävle        | Gästrikland         |
| 3  | Sundsvall    | Medelpad            |
| 4  | Luleå        | Norrbotten          |
| 5  | Östersund    | Jämtland            |
| 6  | Skellefteå   | Västerbotten        |
| 7  | Örnsköldsvik | Ångermanland        |
| 8  | Sandviken    | Gästrikland         |
| 9  | Piteå        | Norrbotten          |
| 10 | Kiruna       | Lappland            |

## Património histórico, cultural e turístico
- Arco Geodésico de Struve (Struves meridianbåge)
- Área da Lapónia (Laponia)
- Aldeia paroquial de Gammelstad (Gammelstads kyrkstad)
- Costa Alta (Höga kusten)
- Propriedades rurais da Hälsingland (Hälsingegårdar)
- Parque Nacional de Sarek (Sarek)
- Cidadela de Boden (Bodens fästning)